# Субура
Субура (лат. Subura) — назва району Стародавнього Риму.
Субура, що розташовувалася в низині між пагорбами Есквілін, Вімінал, Квіринал та Циспій, була жвавим місцем, населені головним бідняками, з великою кількістю місць розпусти. Житлові умови в районі були почасти дуже стисненими, як описують Ювенал і Марціал. Однак у цьому районі деякий час проживав Юлій Цезар. Античні автори описують Субуру як небезпечну, галасливу, сиру і брудну, з безліччю торговців і повій. Через Субуру проходила Clivus Suburanus (відповідає сьогоднішній Via in Selci) і з'єднувала Арґілет (лат. Argiletum) і Есквілінські ворота (лат. Porta Esquilina).